# Eulabeornis castaneoventris
Eulabeornis castaneoventris là một loài chim trong họ Rallidae.